# Anna Jańska-Maciuch
Anna Jańska-Maciuch (ur. 13 marca 1949 r. w Częstochowie) – polska malarka sztalugowa i ścienna.

## Życie i twórczość
Absolwentka Plastycznego Liceum Sztuk Plastycznych w Opolu. Ukończyła Państwową Wyższą Szkołę Sztuk Plastycznych we Wrocławiu, obroniła dyplom w pracowni Zbigniewa Karpińskiego w 1976 roku. W latach 1993–1994 była prezeską okręgu opolskiego ZPAP. 
Obecnie mieszka w Regietowie, w Beskidzie Niskim. Zamężna z Janem Maciejem Maciuchem (ur. 1946), polskim malarzem, rysownikiem, medalierem.  Uczestniczy w licznych plenerach, wystawach indywidualnych i zbiorowych. Tematem twórczości artystki jest człowiek oraz natura. Cechami charakterystycznymi malarstwa są intensywne, płaskie plamy barwne, dostrzegalne są także inspiracje sztuką naiwną.

## Wybrane wyróżnienia
- I nagroda na Ogólnopolskiej Wystawie „Powstania Śląskie w Malarstwie”, Opole 1980.
- Nagroda Roku Wydziału Kultury i Sztuki w Opolu, 1980.
- I nagroda na wystawie poplenerowej „Bieszczady ’80” Krosno 1981.
- I nagroda na wystawie poplenerowej „Julin ’86” 1986.
- Stypendium Ministerstwa Kultury i Sztuki, 1992[5].

## Wystawy indywidualne
- BWA Opole, 1980.
- Teatr im. Jana Kochanowskiego w Opolu, 1982.
- Klub Akademicki w Opolu, 1982.
- Izrael, Tel-Aviv, 1985.
- Morteau, Francja, 1988.
- Teatr Nowy w Warszawie, 1988.
- BWA Opole, BWA Przemyśl, BWA Krosno, BWA Rzeszów, BWA Tarnów, 1990.
- Galeria „Autor”, Opole, 1994.
- Galeria Sztuki Współczesnej w Opolu, 1997.